# Lord Kanaloa
Lord Kanaloa (en japonais : ロードカナロア), né en 2008, est un cheval de course pur-sang anglais japonais. Spécialiste du sprint, élu cheval de l'année en 2013, il est membre du Hall of Fame des courses japonaises.

## Carrière de courses

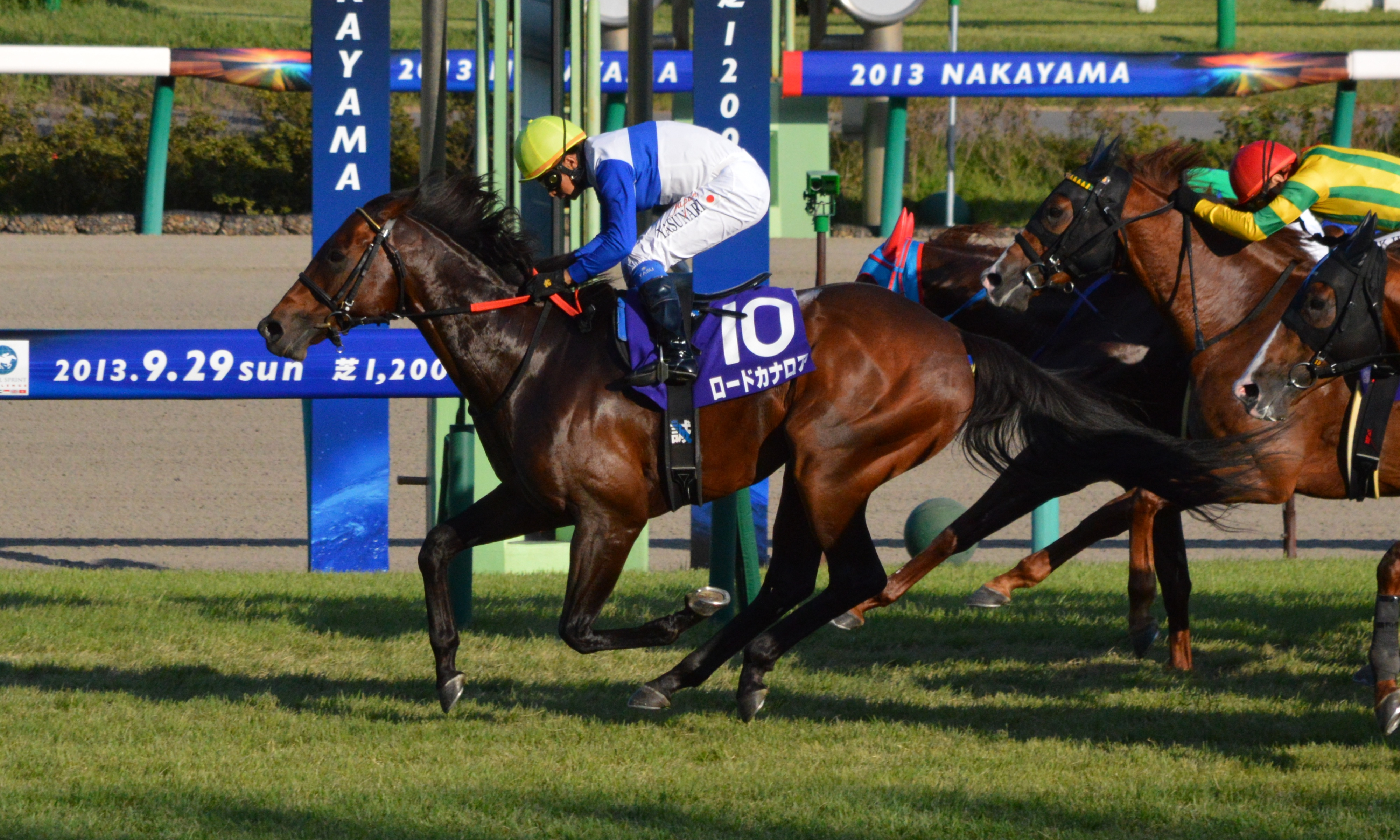
Arrivée des Sprinters Stakes 2013

Lord Kanaloa n'a pas trouvé preneur sur le ring de la vente de foals de la JHRA en 2008. Son syndicat de propriétaires, le Lord Horse Club, le confie à l'entraîneur Takayuki Yasuda. Il débute à la toute fin de son année de 2 ans par un succès à l'hippodrome de Kokura, puis, début 2011, semblant progresser de course en course, il se hisse au niveau des stakes, enchaînant quatre victoires dont un premier groupe, le Keihan Hai à Kyoto. En 2012, il remporte un nouveau groupe 3, les Silk Road Stakes, puis prend le deuxième accessit du Takamtsunomiya Kinen pour sa première tentative au plus haut niveau. Jamais hors du podium, il enchaîne par deux accessits puis trouve la consécration dans les Sprinters Stakes, le plus important sprint du programme japonais (dont il établit le nouveau record en 1'06"70), et s'en va cueillir le Hong Kong Sprint, devenant le premier cheval japonais à inscrire son nom au palmarès de cette épreuve. Il est élu en fin d'année sprinter de l'année au Japon et termine quatrième de l'élection du cheval de l'année derrière les champions Gentildonna, Gold Ship et Orfevre.
En 2013, à 5 ans, Lord Kanaloa semble meilleur que jamais. Il ne connaîtra qu'une fois la défaite cette année-là, dans un groupe 2, les Centaur Stakes, où il s'incline d'une encolure face à Hakusan Moon, qu'il dominera dès sa sortie suivante. Son programme est sensiblement le même que l'année précédente, avec le Takamtsunomiya Kinen, où cette fois il l'emporte, et en fin d'année un doublé dans les Sprinters Stakes et le Hong Kong Sprint. Mais entretemps, il a prouvé qu'il était davantage qu'un sprinter exceptionnel en s'offrant le Yasuda Kinen, la plus grande course du Japon sur 1 600 mètres. Quant à son ultime apparition en compétition, elle prend les allures d'une apothéose puisqu'il écrase de 5 longueurs le peloton emmené par l'Irlandais Sole Power, l'un des cadors du sprint européen, double vainqueur des Nunthorpe Stakes, lauréat des King's Stand Stakes et du Al Quoz Sprint, et Jwala, elle aussi lauréate des Nunthorpe Stakes. Sa saison quasi parfaite lui offre un nouveau titre de sprinter de l'année, couplé à celui, suprême, de cheval de l'année. Il reçoit un rating FIAH de 128, ce qui fait de lui le cinquième meilleur cheval de la planète derrière l'Australienne Black Caviar, la Française Trêve, le Japonais Orfevre et l'Américain Wise Dan. En 2018, celui qui aura été peut-être le meilleur sprinter japonais de l'histoire fait son entrée au Hall of Fame des courses japonaises.

### Résumé de carrière
| Date         | Hippodrome  | Pays        | Course                 | Statut      | Distance    | Jockey             | Place       | Écart       | Vainqueur ou deuxième |
| 2010, 2 ans  | 2010, 2 ans | 2010, 2 ans | 2010, 2 ans            | 2010, 2 ans | 2010, 2 ans | 2010, 2 ans        | 2010, 2 ans | 2010, 2 ans | 2010, 2 ans           |
| ------------ | ----------- | ----------- | ---------------------- | ----------- | ----------- | ------------------ | ----------- | ----------- | --------------------- |
| 5 décembre   | Kokura      | Japon       | Inédits                |             | 1 200 m     | Yoshihiro Furukawa | 1er / 16    |             | Shell Email           |
| 2011, 3 ans  |             |             |                        |             |             |                    |             |             |                       |
| 5 janvier    | Nakayama    | Japon       | Junior Cup             |             | 1 600 m     | Masayoshi Ebina    | 2e / 13     |             | Derma Durga           |
| 29 janvier   | Kyoto       | Japon       | Conditions             |             | 1 400 m     | Yuichi Fukunaga    | 2e / 14     |             | Rattle Snake          |
| 16 avril     | Kokura      | Japon       | Dracaena Stakes        |             | 1 200 m     | Yuuichi Kitamura   | 1er / 16    |             | Aster Wing            |
| 14 mai       | Kyoto       | Japon       | Aoi Stakes             |             | 1 200 m     | Yuuichi Kitamura   | 1er / 14    |             | Sakura Belle          |
| 6 novembre   | Kyoto       | Japon       | Kyoraku Stakes         |             | 1 200 m     | Yuichi Fukunaga    | 1er / 16    |             | Kyowa Magnum          |
| 26 novembre  | Kyoto       | Japon       | Keihan Hai             | Gr. 3       | 1 200 m     | Yuichi Fukunaga    | 1er / 15    | 1 ½         | Grand Prix Angel      |
| 2012, 4 ans  |             |             |                        |             |             |                    |             |             |                       |
| 28 janvier   | Kyoto       | Japon       | Silk Road Stakes       | Gr. 3       | 1 200 m     | Yuichi Fukunaga    | 1er / 16    | 2 ½         | A Shin Duck Man       |
| 25 mars      | Chukyo      | Japon       | Takamtsunomiya Kinen   | Gr. 1       | 1 200 m     | Yuichi Fukunaga    | 3e / 18     | 3/4         | Curren Chan           |
| 17 juin      | Hakodate    | Japon       | Hakodate Sprint Stakes | Gr. 3       | 1 200 m     | Yuichi Fukunaga    | 2e / 11     | 3/4         | Dream Valentino       |
| 9 septembre  | Hanshin     | Japon       | Centaur Stakes         | Gr. 2       | 1 200 m     | Yasunori Iwata     | 2e / 16     | tête        | Epice Arome           |
| 30 septembre | Nakayama    | Japon       | Sprinters Stakes       | Gr. 1       | 1 200 m     | Yasunori Iwata     | 1er / 16    | 3/4         | Curren Chan           |
| 9 décembre   | Sha Tin     | Hong Kong   | Hong Kong Sprint       | Gr. 1       | 1 200 m     | Yasunori Iwata     | 1er / 12    | 2 ½         | Cerise Cherry         |
| 2013, 5 ans  |             |             |                        |             |             |                    |             |             |                       |
| 24 février   | Hanshin     | Japon       | Hankyu Hai             | Gr. 3       | 1 400 m     | Yasunori Iwata     | 1er / 16    | 3/4         | Majin Prosper         |
| 24 mars      | Chukyo      | Japon       | Takamtsunomiya Kinen   | Gr. 1       | 1 200 m     | Yasunori Iwata     | 1er / 17    | 1 ¼         | Dream Valentino       |
| 2 juin       | Tokyo       | Japon       | Yasuda Kinen           | Gr. 1       | 1 600 m     | Yasunori Iwata     | 1er / 18    | enc.        | Shonan Mighty         |
| 8 septembre  | Hanshin     | Japon       | Centaur Stakes         | Gr. 2       | 1 200 m     | Yasunori Iwata     | 2e / 13     | enc.        | Hakusan Moon          |
| 29 septembre | Nakayama    | Japon       | Sprinters Stakes       | Gr. 1       | 1 200 m     | Yasunori Iwata     | 1er / 16    | 3/4         | Hakusan Moon          |
| 8 décembre   | Sha Tin     | Hong Kong   | Hong Kong Sprint       | Gr. 1       | 1 200 m     | Yasunori Iwata     | 1er / 14    | 5           | Sole Power            |

## Au haras
À la fin de sa carrière, Lord Kanaloa rejoint Shadai Farm, où proposé à 5 millions de yens la saillie, il est extrêmement sollicité, donnant 250 produits pour sa première génération (seul le crack-étalon Deep Impact compte une progéniture plus nombreuse que la sienne). Le succès ne se fait pas attendre et Lord Kanaloa voit son tarif passer à 15 millions de yens en 2019, puis 20 millions en 2020, avant de redescendre à 12 millions en 2023. Seul le même Deep Impact, hégémoniaque, l'empêche de conquérir le titre de tête de liste des étalons japonais, classement dont il termine deuxième de 2020 à 2022.
Sa descendance est emmenée par l'une des plus grandes championnes de l'histoire des courses japonaises, Almond Eye. Il est notamment le père de (avec le nom du père de mère entre parenthèses) : 
- Almond Eye (Sunday Silence) : Triple couronne des pouliches, Japan Cup (deux fois), Dubaï Turf, Tenno Sho d'automne (deux fois), Victoria Mile. Cheval de l'année au Japon (2018, 2020), membre du Hall of Fame.
- Danon Smash (Hard Spun) : Hong Kong Sprint, Takamatsunomiya Kinen.
- Panthalassa (Montjeu) : Dubaï Turf, Saudi Cup.
- Saturnalia (Special Week) : Hopeful Stakes, Satsuki Shō.
- Bellagio Opera (Harbinger) : Ōsaka Hai.
- Stelvio (Falbrav) : Mile Championship.
- First Force (Sakura Bakushin) : Takamatsunomiya Kinen.
- Tagaloa (Heart's Cry) : Blue Diamond Stakes.
- Danon Scorpion (Sligo Bay) : NHK Mile Cup.

## Origines
Lord Kanaloa est issu de King Kamehameha, un lauréat du Derby japonais et de la NHK Mile Cup, sacré deux fois tête de liste des étalons au Japon. La mère, Lady Blossom, a remporté cinq courses et donné plusieurs gagnants. Il s'agit d'une fille de la championne américaine Saratoga Dew, double lauréate de groupe 1 (Beldame Stakes et Gazelle Handicap), élue meilleure 3 ans de l'année aux États-Unis en 1992, importée au Japon en 1996. Lord Kanaloa se recommande enfin de sa sixième mère, Somethingroyal, qui n'est autre que la génitrice du légendaire Secretariat.

### Pedigree
| Origines de Lord Kanaloa (JPN), mâle bai né en 2008 | Origines de Lord Kanaloa (JPN), mâle bai né en 2008 | Origines de Lord Kanaloa (JPN), mâle bai né en 2008 | Origines de Lord Kanaloa (JPN), mâle bai né en 2008 |
| --------------------------------------------------- | --------------------------------------------------- | --------------------------------------------------- | --------------------------------------------------- |
| Père King Kamehameha                                | Kingmambo                                           | Mr. Prospector                                      | Raise a Native                                      |
| Père King Kamehameha                                | Kingmambo                                           | Mr. Prospector                                      | Gold Digger                                         |
| Père King Kamehameha                                | Kingmambo                                           | Miesque                                             | Nureyev                                             |
| Père King Kamehameha                                | Kingmambo                                           | Miesque                                             | Pasadoble                                           |
| Père King Kamehameha                                | Manfath                                             | Last Tycoon                                         | Try My Best                                         |
| Père King Kamehameha                                | Manfath                                             | Last Tycoon                                         | Mill Princess                                       |
| Père King Kamehameha                                | Manfath                                             | Pilot Bird                                          | Blakeney                                            |
| Père King Kamehameha                                | Manfath                                             | Pilot Bird                                          | The Dancer                                          |
| Mère Lady Blossom                                   | Storm Cat                                           | Storm Bird                                          | Northern Dancer                                     |
| Mère Lady Blossom                                   | Storm Cat                                           | Storm Bird                                          | South Ocean                                         |
| Mère Lady Blossom                                   | Storm Cat                                           | Terlingua                                           | Secretariat                                         |
| Mère Lady Blossom                                   | Storm Cat                                           | Terlingua                                           | Crimson Saint                                       |
| Mère Lady Blossom                                   | Saratoga Dew                                        | Cormorant                                           | His Majesty                                         |
| Mère Lady Blossom                                   | Saratoga Dew                                        | Cormorant                                           | Song Sparrow                                        |
| Mère Lady Blossom                                   | Saratoga Dew                                        | Super Luna                                          | In Reality                                          |
| Mère Lady Blossom                                   | Saratoga Dew                                        | Super Luna                                          | Alada (famille 2-s)                                 |